# Протистологія
Протистоло́гія (від грец. protistos — «найперший» та λογος — «наука») — розділ біології, що вивчає одноклітинні організми — протисти.
Вивчення найпростіших розпочалося у XVII ст. Їх вперше спостерігав у зроблений власноруч мікроскоп А. Левенгук. У 1786 р. данський зоолог О. Ф. Мюллер опублікував опис понад 370 видів мікроорганізмів. У XVII ст. та на початку XIX ст. будова найпростіших була не зовсім зрозумілою. Х. Еренберг вважав, що вони є мікроскопічними, але складно побудованими організмами, які володіють органами. Одноклітинна природа найпростіших була описана К. Зібольдом. Ці уявлення були розвинуті О. Бючлі.
Протистологія сформувалася як самостійна дисципліна наприкінці XIX ст. У 1866 р. Ернст Геккель ввів термін «протисти», а також поряд з багатоклітинними тваринами та рослинами виділив третє царство Protista, включивши до нього бактерії, найпростіші, одноклітинні водорості та нижчі гриби. Деякі сучасні автори відносять до протистів (виділяючи їх також у окреме царство) тільки еукаріотні організми − найпростіші, деякі водорості та гриби, інші ще більше розширюють межі цього царства, включаючи до нього усі водорості, які мають ядра та усі нижчі гриби.
Значний розвиток протистологія отримала у зв'язку з розвитком мікроскопічної техніки (перш за все, з удосконаленням світлового мікроскопа та створенням фазово-контрастних приставок, а згодом — з розвитком електронної мікроскопії) та методів молекулярної біології та геноміки.
По відношенню до предмету досліджень протистологія частково або повністю перекривається з традиційнішими дисциплінами: альгологією (присвячену дослідженням водоростей), мікологією (у частині «нижчих» грибів) та протозоологією (вивчає одноклітинних тварин).
Термін протистологія інколи використовують як синонім протозоології.

## Товариства
- Міжнародне товариство протистологів — International Society of Protistologists
- Groupement des Protistologues de Langue Francaise (Франція)

## Журнали
- Archiv für Protistenkunde (Jena, з 1902)
- European Journal of Protistology (з 1964)
- Journal of Eukaryotic Microbiology (з 1954)  [Архівовано 30 травня 2011 у Wayback Machine.]
- Protistology (Росія, з 1992)